# Wickede (Ruhr)

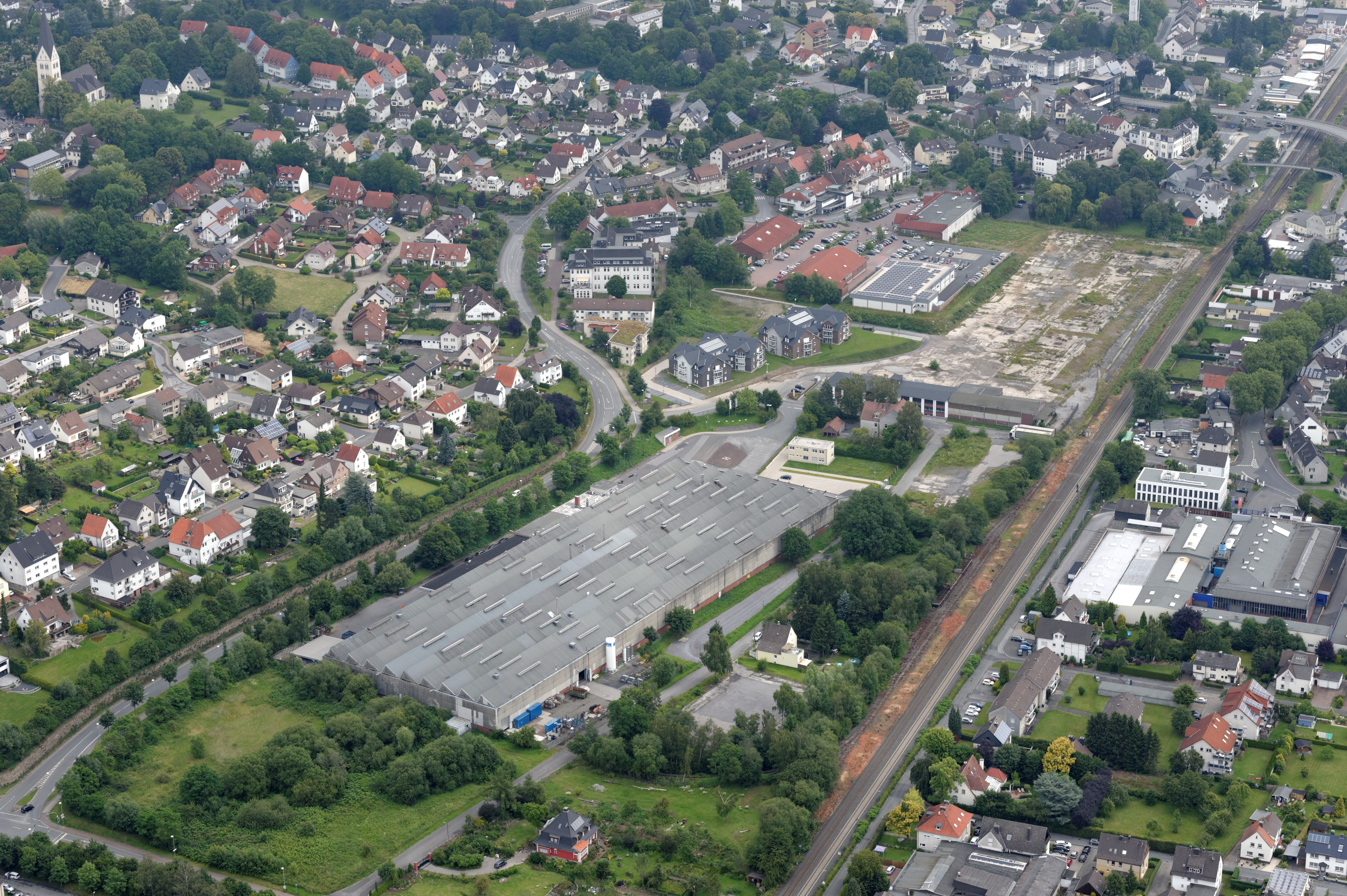
Luftaufnahme (2014)

Wickede (Ruhr) ist eine nordrhein-westfälische Gemeinde im Kreis Soest im Regierungsbezirk Arnsberg.

## Geografie

### Lage
Wickede liegt im Ruhrtal am Rande des Sauerlands am südlichen Hang des Haarstrangs. Das Gemeindegebiet setzt sich zusammen aus der Ortsmitte, die sich im Tal der Ruhr erstreckt, und Erweiterungen, die sich an den Erhebungen des Haarstrangs von der Mitte aus entwickelt haben. Die Ruhr durchschneidet die Gemeinde und prägt das Ortsbild.
Höchste Erhebung auf dem Gemeindegebiet ist der Bellingser Berg mit einer Höhe von 238 m über NN. Der tiefste Punkt mit 128 m über NN befindet sich an der Ruhr, an der Grenze zwischen Menden (Sauerland) und Fröndenberg/Ruhr.

### Gemeindegliederung

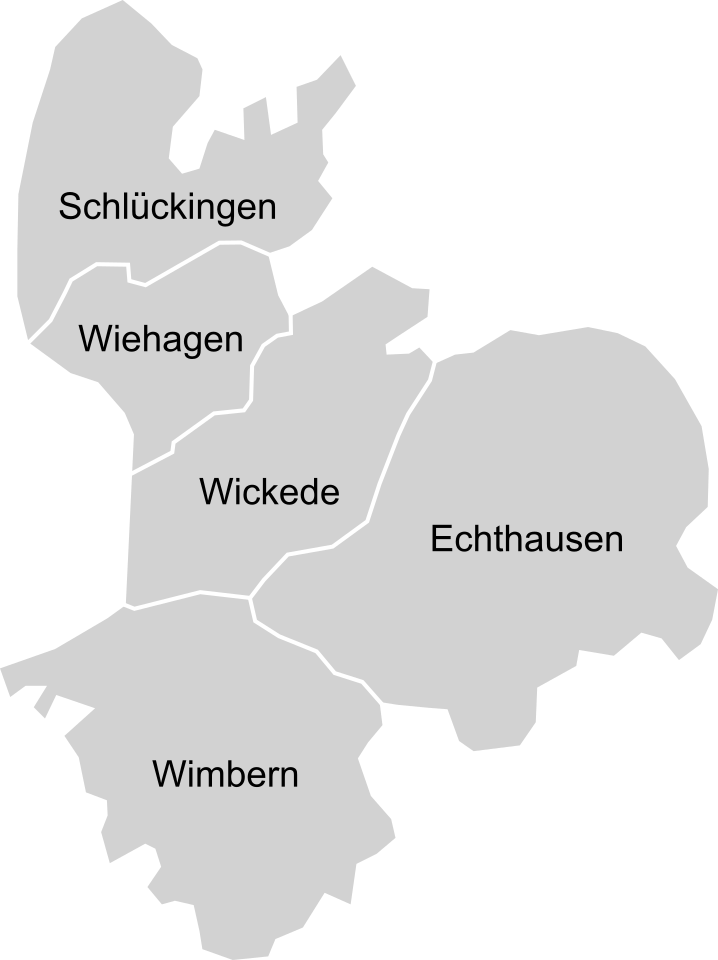
Ortsteile von Wickede

Nach der Hauptsatzung in der Fassung vom 10. Oktober 2014 sind auf dem 25,2 km² großen Gemeindegebiet die vier Ortschaften Echthausen, Schlückingen, Wiehagen und Wimbern gebildet worden, die den Gebieten der früheren Gemeinden entsprechen. Das Gebiet der früheren Gemeinde Wickede gehört zu keiner dieser Ortschaften. Für jede Ortschaft wird vom Rat ein Ortsvorsteher gewählt, in Personenstandsbüchern und -urkunden werden die Ortschaftsnamen zur Bezeichnung des Gemeindeteils verwendet.
Die nachfolgende Übersicht zeigt die Besiedlungsstärke der einzelnen Ortsteile zum 31. Dezember 2016.
| Ortsteil           | Fläche in km² | Einwohner | Einwohner je km² |
| ------------------ | ------------- | --------- | ---------------- |
| Echthausen         | 6,89          | 1507      | 0.219            |
| Schlückingen       | 4,89          | 0.187     | 0.038            |
| Wickede (Hauptort) | 4,54          | 7929      | 1746             |
| Wiehagen           | 3,38          | 1341      | 0.397            |
| Wimbern            | 5,55          | 0.985     | 0.177            |

### Nachbargemeinden
Wickede (Ruhr) grenzt an sechs Städte und Gemeinden aus vier Kreisen in Nordrhein-Westfalen. Beginnend im Norden und im Uhrzeigersinn folgend sind dies Werl und Ense im Kreis Soest, Arnsberg im Hochsauerlandkreis, Menden im Märkischen Kreis sowie Fröndenberg und Unna im Kreis Unna.

## Geschichte

### Ortsgeschichte
Die frühen urkundlichen Erwähnungen von Wickede lassen sich über einen Hinweis auf die Lage an der Ruhr oder die Nachbarschaft zum Kloster Scheda identifizieren und dadurch von Wickede bei Dortmund unterscheiden. Die ersten Erwähnungen von Wickede an der Ruhr beziehen sich auf das 11. Jahrhundert, sind jedoch Fälschungen aus späterer Zeit. Eine Fälschung aus der ersten Hälfte des 12. Jahrhunderts nennt das Jahr 1036. Frühe Namensformen sind Wikki/Wicke, das Suffix -de erscheint erst ab dem 14. Jahrhundert.
Um 1100 gab es eine aus fünf Höfen bestehende Streusiedlung. Diese gehörte zur Grafschaft Arnsberg. Mit dem Verkauf der Grafschaft Arnsberg fiel Wickede 1368 an Kurköln. Das gesamte kurkölnische Herzogtum Westfalen und damit das Gebiet von Wickede (außer Scheda) mit damals 443 Einwohnern kam 1803 zu Hessen-Darmstadt und ab 1816 zu Preußen.
Die begonnene Industrialisierung brachte auch für Wickede (Ruhr) die Nutzung der Wasserkraft der Ruhr. Es entstand ein Puddel- und Walzwerk als indirekter Vorgänger der heutigen Wickeder Westfalenstahl GmbH. Die Bevölkerung wuchs bis 1870 auf rund 1000 Einwohner an. Die Ruhrtalbahn der Bergisch-Märkischen Eisenbahn-Gesellschaft wurde 1870 eröffnet. Wickede bekam einen eigenen Bahnhof. Im Jahre 1889 wurde eine Glashütte errichtet und sorgte für einen großen Bevölkerungsanstieg. Diese Glashütte wurde allerdings 1915 wieder geschlossen. Die erste Glaskuppel des Eiffelturms in Paris stammte aus Wickede. Mit der weiteren Industrialisierung stieg die Bevölkerung auf 1547 Einwohner, da viele Facharbeiter im Ort wohnten. Im Jahr 1939 lebten in Wickede 3334 Einwohner.
Durch einen britischen Luftangriff auf die Sperrmauer des Möhnesees am 17. Mai 1943 im Zweiten Weltkrieg wurde das Ruhrtal und mit ihm Teile Wickedes in Flussnähe von einer Flutwelle getroffen. Die Flut forderte in Wickede 118 Todesopfer.

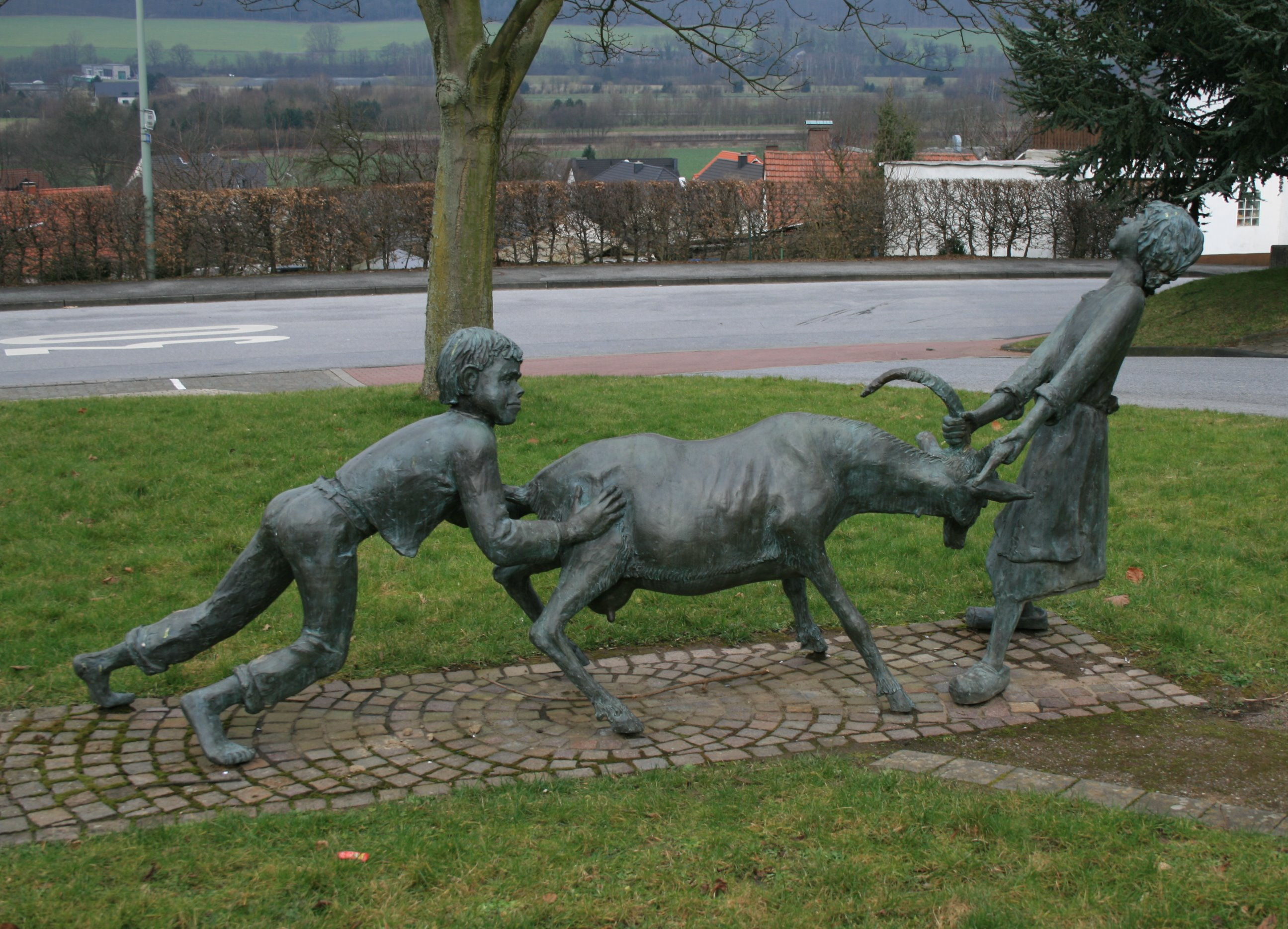
Skulptur am Dorfplatz in Echthausen

Das Gemeindegebiet von Wickede war ab dem 1. April 1945 Teil des von Alliierten Truppen eingeschlossenen Ruhrkessels. Truppen der US-Army besetzten zwischen dem 9. und 14. April das Stadtgebiet. Die Besetzung verlief im heutigen Stadtgebiet ohne größere Kämpfe. Am schwersten waren die Auswirkungen in Echthausen. Echthausen wurde vor dem US-Einmarsch am 14. April für drei Tage durch US-Artillerie beschossen. Dabei wurden zwei Frauen und mehrere ausländische Kriegsgefangene, die im dortigen Lazarett lagen, getötet, ferner mehrere Gebäude getroffen.
Ende 1967 hatte Wickede 7585 Einwohner. Die Arbeiter in der Industrie verdienten ihr Geld in erster Linie in der Stahlverarbeitung und in zwei großen Betrieben, die sich auf Klinikbedarf spezialisiert hatten.

### Eingemeindungen
Die heutige Gemeinde Wickede (Ruhr) entstand am 1. Juli 1969 durch das Gesetz zur Neugliederung des Landkreises Soest und von Teilen des Landkreises Beckum. Die vorherigen Gemeinden Echthausen (Amt Hüsten im Landkreis Arnsberg), Schlückingen, Wickede und Wiehagen (alle Amt Werl im Landkreis Soest) und Wimbern (Amt Menden im Landkreis Iserlohn) wurden zur neuen amtsfreien Gemeinde zusammengeschlossen. Gleichzeitig wurden Teile von Bentrop (Landkreis Unna) und Büderich (Amt Werl im Landkreis Soest) eingegliedert.

### Religion
Die evangelische Kirchengemeinde Wickede ist die flächenmäßig kleinste Gemeinde im Kirchenkreis Soest-Arnsberg der Evangelischen Kirche von Westfalen und hat 2.200 Gemeindeglieder.

## Politik

### Gemeinderat
Nach den Kommunalwahlen von 2014 setzte sich der Rat der Gemeinde folgendermaßen zusammen:
| Partei/Gruppierung | Sitze 2020 | Sitze 2014 |
| ------------------ | ---------- | ---------- |
| CDU                | 16         | 15         |
| SPD                | 7          | 10         |
| GRÜNE              | 3          | 02         |
| FDP                | 3          | 02         |
| BG                 | 3          | 03         |

### Bürgermeister nach 1945
- 1945–1946 Richard Merse (Schlossermeister)
- 1946–1948 Alfons Brumberg (Organist, Chorleiter)
- 1948–1950 Wilhelm Heide (Expedient)
- 1950–1952 Wilhelm Schulte
- 1952–1952 Philipp Luft (Malermeister)
- 1952–1964 Franz Schweins (Lehrer)
- 1964–1969 Alfons Brumberg (Organist, Chorleiter)

1969 kommunale Neuordnung
- 1969–1984 Alfons Brumberg (Organist, Chorleiter)
- 1984–1989 Alfons Henke (Kaufm. Angestellter)
- 1989–1999 Werner Koenig (Bahnbeamter)

1999 hauptamtliche Bürgermeister
- 1999–2004 Jakob Martens (parteilos)
- 2004–2014 Hermann Arndt (CDU)
- seit 2014 Martin Michalzik (CDU)

### Ergebnisse der Kommunalwahlen ab 1975
In der Liste werden nur Parteien und Wählergemeinschaften aufgeführt, die mindestens 1,95 Prozent der Stimmen bei der jeweiligen Wahl erhalten haben.
| Jahr | CDU  | SPD  | BG  | FDP    | Grüne1 | FORUM |
| ---- | ---- | ---- | --- | ------ | ------ | ----- |
| 1975 | 52,6 | 43,9 |     | 03,5   |        |       |
| 1979 | 54,9 | 45,1 |     |        |        |       |
| 1984 | 50,8 | 47,5 |     |        |        |       |
| 1989 | 41.2 | 45,5 |     | 12,8   |        |       |
| 1994 | 40.4 | 43,1 |     | 04,6   |        | 11,8  |
| 1999 | 49,0 | 35,8 |     | 05,7   |        | 09,5  |
| 2004 | 54,3 | 30,2 |     | 08,7   | 6,8    |       |
| 2009 | 49,8 | 27,1 | 4,9 | 09,7   | 8,5    |       |
| 2014 | 47,3 | 31,8 | 8,0 | 006,44 | 06,38  |       |
| 2020 | 49,5 | 22,6 | 9,1 | 7,8    | 10,7   |       |

Fußnote
1 Grüne: 1984 und 1989: Grüne, ab 1994: B’90/Grüne

### Wappen
Blasonierung
In dem von Silber (Weiß) über Blau im Wellenschnitt geteilten Schild oben ein durchgehendes schwarzes Kreuz, unten ein silbernes (weißes) aus dem Schildfuß herauswachsendes Zahnrad.
Beschreibung
In der oberen Hälfte des Wickeder Wappens taucht das schwarze Kreuz des Kurfürstentums Köln auf, zu dem das Gebiet der Ruhrgemeinde in früheren Jahren gehörte. Die untere Hälfte symbolisiert ein schweres Zahn- bzw. Schwungrad. Es steht als deutlich sichtbares Zeichen für die besondere Stellung der Gemeinde Wickede (Ruhr), die sie für die Schwerindustrie einnimmt. Die wellenförmige Trennlinie erinnert in diesem Zusammenhang an die Ruhr, die sich durch den Ort schlängelt und in Wickede ihren nördlichsten Punkt erreicht. Das Wappen wurde am 3. April 1970 vom Regierungspräsidenten in Arnsberg genehmigt.
Weiterhin führt die Gemeinde eine Flagge. Sie ist in Längsrichtung blau-weiß-blau gestreift und trägt in der oberen Hälfte des weißen Feldes das Gemeindewappen. Das Dienstsiegel enthält das Wappen mit der umlaufenden Schrift Gemeinde Wickede (Ruhr).

### Städtepartnerschaften

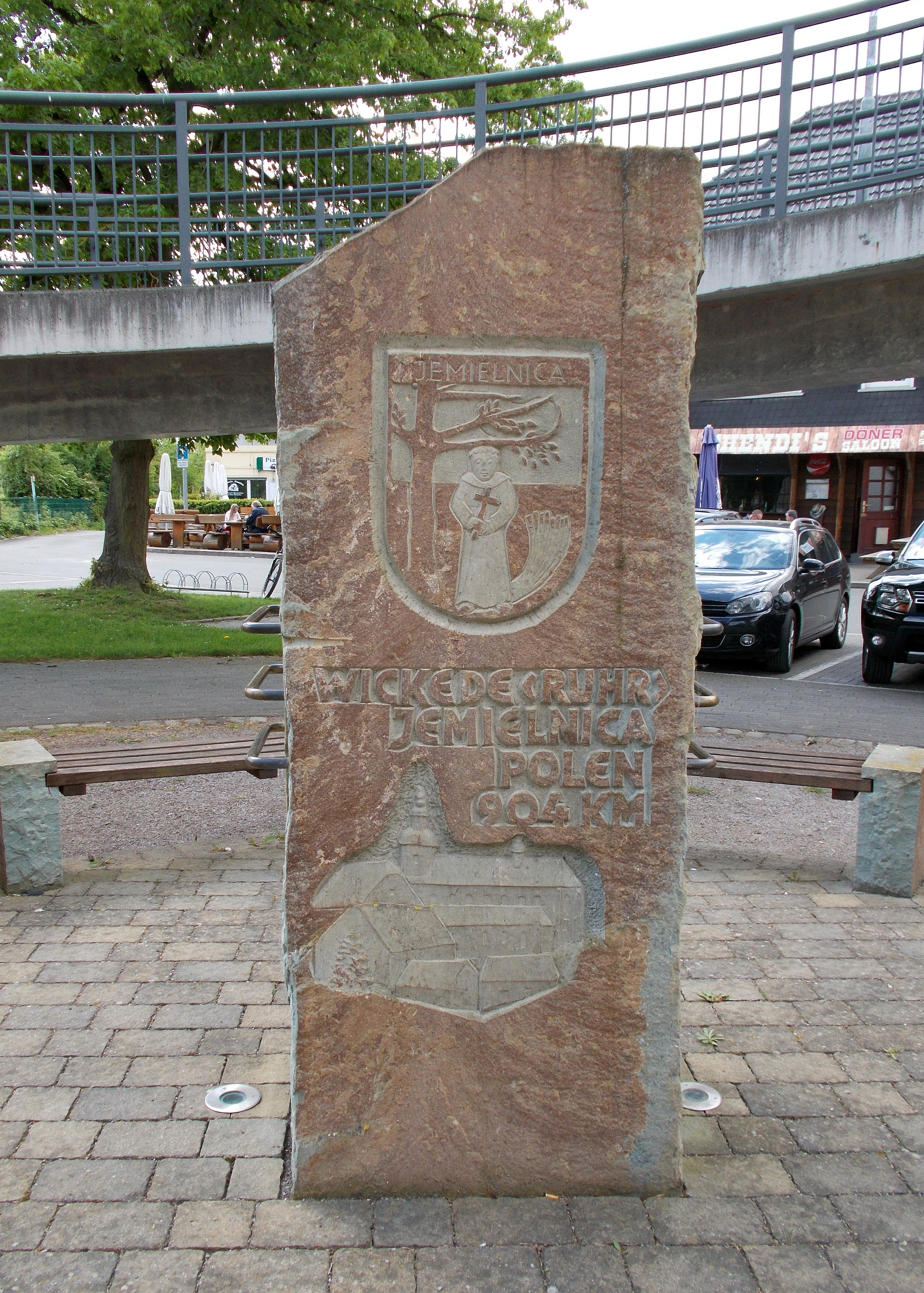
Hinweis- und Entfernungsstein, Partnerstadt Jemielnica

Am 14. November 2000 beschloss der Gemeinderat, eine Städtepartnerschaft einzugehen, weshalb Kontakte zur polnischen Landgemeinde Jemielnica/Himmelwitz aufgenommen wurden. Der offizielle Partnerschaftsvertrag wurde am 12. Mai 2006 im Wickeder Bürgerhaus unterschrieben. Bereits vor seiner Besiegelung entstand ein Freundeskreis, der gegenseitige Besuche der Partner organisiert.

## Kultur und Sehenswürdigkeiten

### Bauwerke

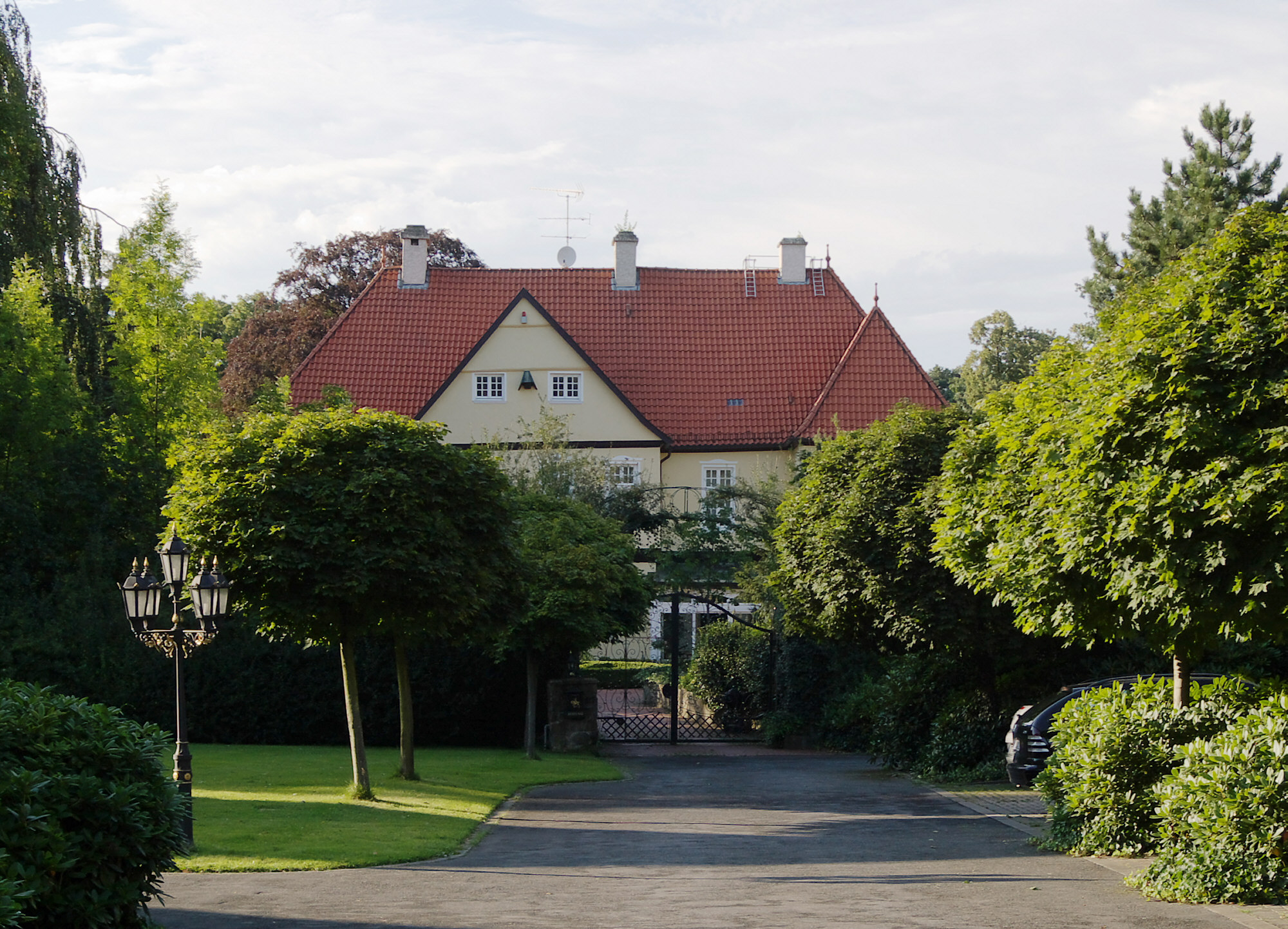
Schloss Echthausen

Auf dem Gemeindegebiet befinden sich einige geschichtlich wichtige Bauwerke und Anlagen, die alle in privater Nutzung stehen und nur von außen besichtigt werden können. Zu den denkmalgeschützten Bauwerken gehört Schloss Echthausen. Das ehemalige Rittergut mit großzügigem Park war lange im Besitz der Familie von Boeselager. In dieser Zeit ist es stark verfallen. Die jetzige Besitzerfamilie restaurierte das gesamte Anwesen aufwendig und nutzt es für Wohnzwecke selbst.
Das Kloster Scheda ist ein ehemaliges Prämonstratenserkloster, um das sich viele Legenden ranken. Unter anderem soll dort immer noch der „Weiße Abt“ durch den Park spuken. Die Anlage war lange im Besitz der Grafen von Kanitz, die dort Landwirtschaft betrieben haben. Der Gebäudebestand wechselte im Mai 2011 an den Unternehmer Walter P.J. Droege von der Droege International Group.
Die ersten Besitzer des Gutes Schafhausen waren die Herren von Schaephuisen, Vasallen der Dynastien von Bilstein. Das Gut bildete um 1863 eine zusammenhängende Fläche von ungefähr 800 Morgen, davon etwa 460 Morgen Ackerland; der Rest war hauptsächlich Eichen- und Lärchenwald. Heute ist das Gut im Besitz der Familie Aurich. Gut Beringhof ist ein ehemaliger Gutshof unmittelbar an der Alten Ruhr gelegen. Er war früher im Besitz der Familie Bering, später von Boeselager. Nach zwischenzeitlicher Nutzung durch eine spirituelle Gemeinschaft drohte der Verfall. Das Anwesen wurde dann von der Familie Müller erworben und nach dem Besitzerwechsel komplett renoviert und erweitert; es entstanden eine Pferdezucht und ein Springstall.
Sehenswert ist auch die denkmalgeschützte Fabrikantenvilla, im Volksmund die Weiße Villa. Früher wurde sie von den Direktoren der ehemaligen Wickeder Eisen- und Stahlwerke, eines der größten Arbeitgeber der Region, bewohnt.

### Landschafts- und Naturschutzgebiete, Parks

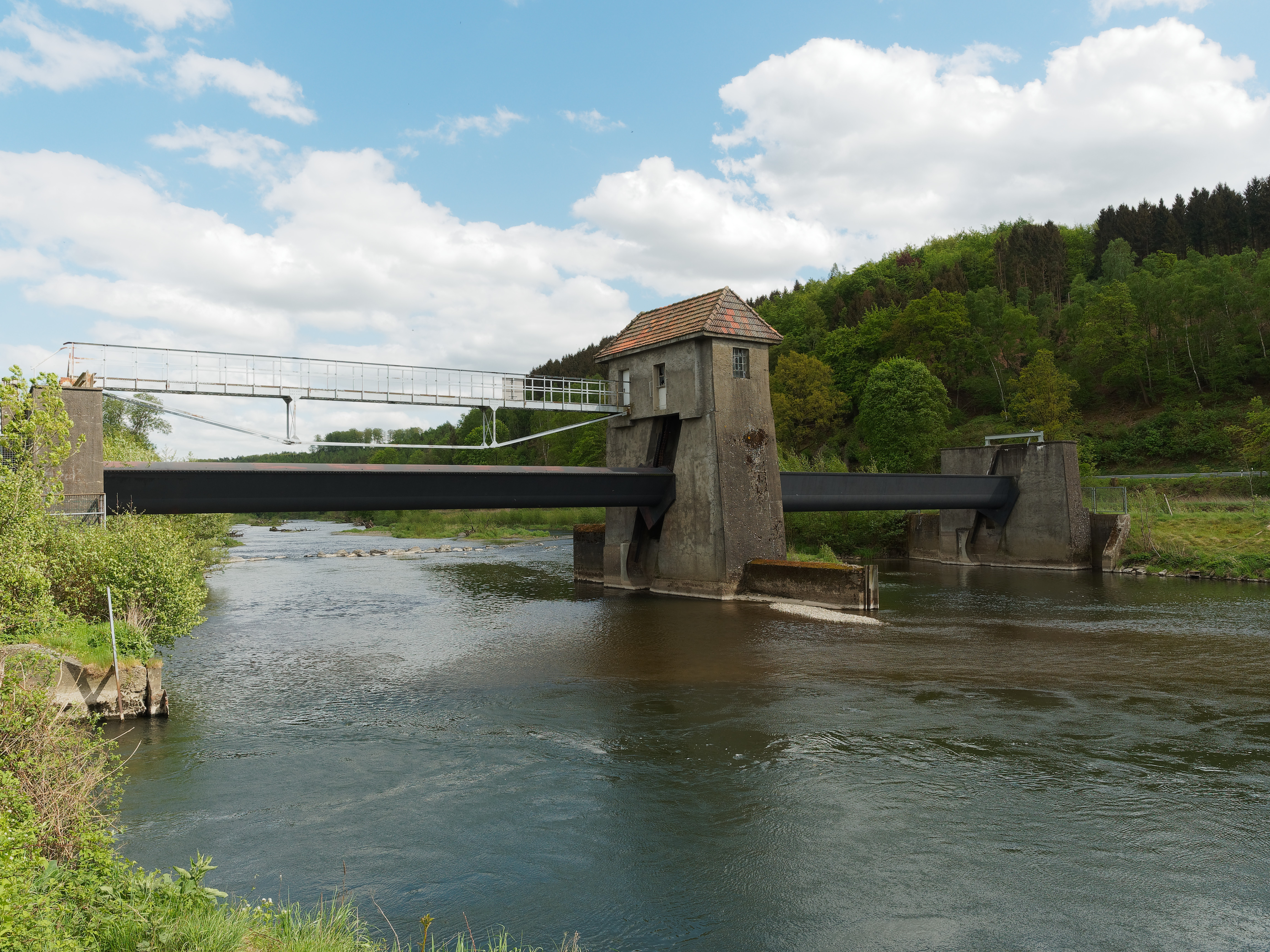
Ruhr im Naturschutzgebiet Ruhraue

Sieben Teilbereiche des Gemeindegebietes von Wickede sind 2006 mit dem Landschaftsplan V Wickede-Ense als Landschaftsschutzgebiete (LSG) ausgewiesen worden. Es handelt sich um die Landschaftsschutzgebiete Schafhauser Haar (163 ha), Wiehagener Wassertal (21 ha), Strullbachtal (92 ha) und Wickeder Ruhraue/Feldflur Beringhof/Nesselbruch (85 ha), Lütkenheide/Aufschlag/Bellingser Berg (73 ha), Oevinghauser Wald und Ruhrtal (262 ha) und Echthauser Berg/Echthauser Heide/Osterberg (303 ha). Wickede hat ferner drei Gebiete, die als Naturschutzgebiet (NSG) ausgewiesen wurden. Es handelt sich um die Naturschutzgebiete Ruhraue (370 ha, Teilgebiet im Stadtgebiet Ense), Wimberner Bach (13 ha) und Wälder am Mühlenbach (71,5 ha). Alle drei Naturschutzgebiete sind auch als Europäisches Schutzgebiet (FFH-Gebiet) ausgewiesen worden. Die Ruhraue war teilweise schon 1985 erstmals als NSG ausgewiesen worden. Im NSG Ruhraue soll insbesondere die Ruhr mit ihrer Unterwasservegetation, Ruhraltarmen, Schlammbänken und Erlen-Eschen- und Weichholzauenwälder am Ruhrufer geschützt werden. Im NSG Ruhraue kommen die folgenden Tierarten von Anhang II der FFH-Richtlinie vor: Kammmolch, Bachneunauge, Groppe, Teichfledermaus, Eisvogel, Uferschwalbe, Krickente, Flussregenpfeifer, Teichrohrsänger, Tafelente, Gänsesäger, Wiesenpieper, Singschwan und Zwergtaucher.
Inmitten des Hövelwaldes oberhalb der Ruhr, am sogenannten Bösen Ufer, stand mit der Dicken Buche das einzige Naturdenkmal im Stadtgebiet Wickede. Die Dicke Buche stürzte im Januar 2012 in einem Sturm um. Im Gemeindegebiet sind die sechs geschützten Landschaftsbestandteile Waldbereiche Schafhauser Haar, Hohlweg nördlich von Wiehagen, Strullbach mit Seitensiepen, Brakelbach, Jordan und Tümpel Ruhraue ausgewiesen. Ferner gibt es einige gesetzlich geschützte Biotope. Neben dem Bernhard-Bauer-Park mit Teich und altem Baumbestand im Zentrum des Gemeindegebietes, gibt es in den Ortsteilen noch weitere parkähnliche Anlagen.

### Sport
Im Gemeindegebiet sind unterschiedliche sportliche Freizeitaktivitäten möglich.
Fußball wird „Im Ohl“ auf einer modernen Anlage mit einem Rasen- und einem Kunstrasenplatz gespielt. Hier trainiert auch der TuS Wickede. Im Ortsteil Echthausen steht für den Turn- und Spielverein 1911 Echthausen ebenfalls eine moderne Fußballanlage, das sogenannte „Waldstadion Echthausen“ mit Kunstrasen, zur Verfügung.
Für den Volleyballsport stehen in Echthausen zwei Beachvolleyballfelder zur Verfügung. Am Waldrand von Echthausen und in den Ortsteilen Schlückingen und Wimbern befinden sich kleinere Bolzplätze.
Über Sporthallen verfügen die Engelhard-, Gerken-, Melanchthon- und Westerheideschule.
Der größte Sportverein in Wickede (Ruhr) mit rund 1700 Mitgliedern ist der TV Wickede. Im Angebot hat er Turnen, Judo, Handball, Tennis, Tischtennis, Badminton, HipHop für Kids, Fitness Mix, Krabbelgruppen, Nordic-Walking, ZUMParty, Leistungsturnen, Aerobic, Streetdance, Modern Tang Soo Do und vieles mehr. Tennis kann in der Gemeinde auf den fünf Tennisplätzen des TV Wickede gespielt werden. Die Clubanlage befindet sich an der Hauptstraße.

### Regelmäßige Veranstaltungen
Schützenfeste finden in Wickede und seinen Ortsteilen, wie auch in anderen Städten und Gemeinden des Kreises, in regelmäßigen Abständen statt. Die Schützenfeste werden von den Schützenbruderschaften „Sankt Johannes Wickede (Ruhr)-Wiehagen 1818“, „Sankt Vinzentius Echthausen“ und „Sankt Johannes  Wimbern 1891“ ausgerichtet. Der alljährliche Weihnachtsmarkt wird durch die heimischen Vereine und der Gemeinde veranstaltet.
Die katholische Kirchengemeinde St. Antonius Wickede veranstaltet am Vorabend des Namenstages des Heiligen Nikolaus, in Zusammenarbeit mit dem Förderverein Dorf Wiehagen seit mehr als 60 Jahren den traditionellen „Nikolausumzug“. Dabei reitet der Heilige Nikolaus begleitet von berittenen Herolden und Fußvolk durch die Gemeinde und spricht am Dorfplatz Wiehagen sowie auf dem Marktplatz in Wickede zu den Kindern.
Seit 2001 findet in der Wickeder Innenstadt ein Rosenmontagszug statt, der vom Verein „WiKaVau Helau 01“ organisiert wird. Der Wirtschaftsverband Wickede (Ruhr) veranstaltet jährlich am ersten Wochenende im Oktober das Lanferfest.

## Wirtschaft und Infrastruktur

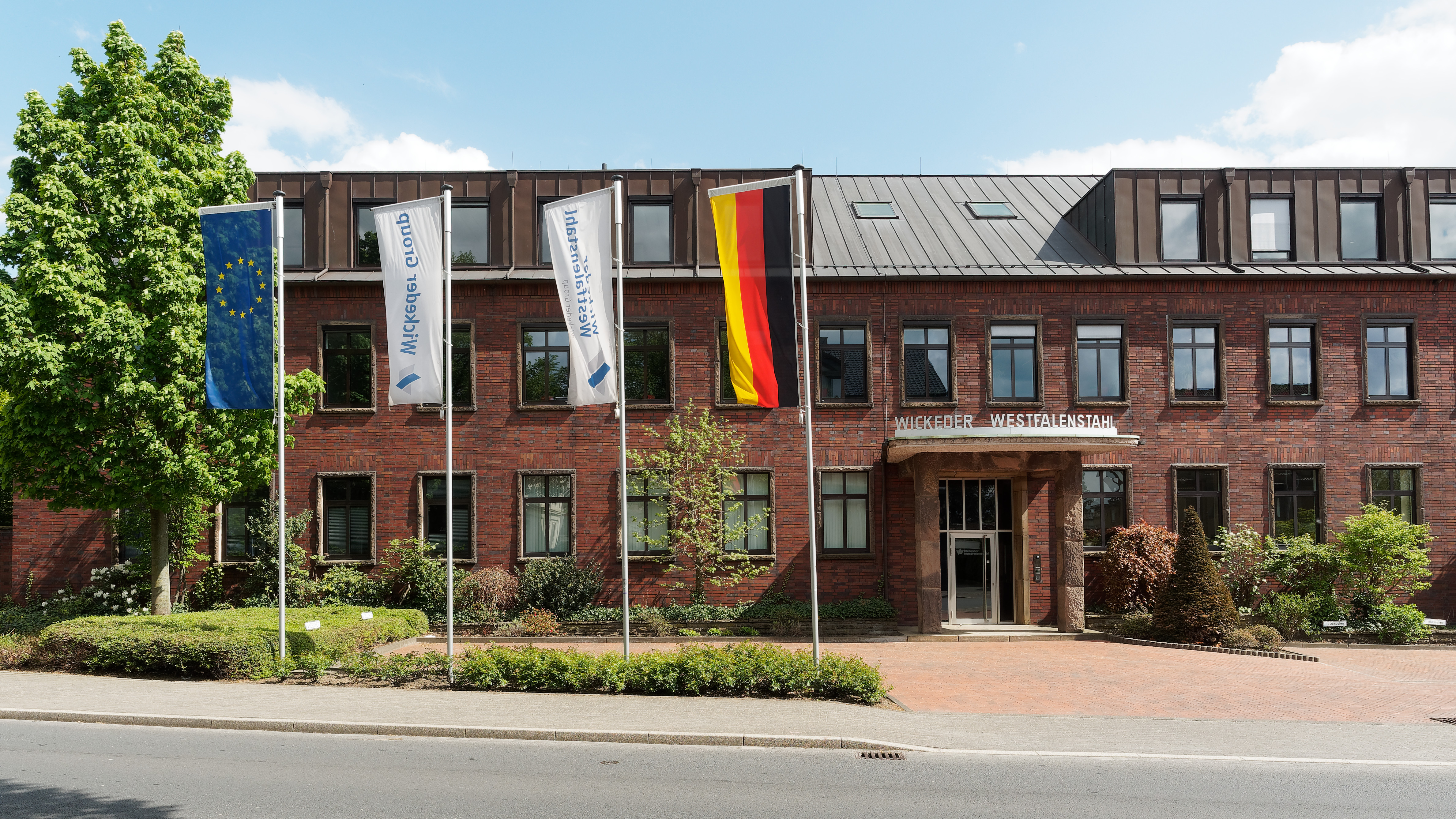
Westfalenstahl, Verwaltungsgebäude mit Eingangsbereich

In Wickede entwickelte sich im 19. Jahrhundert mit Beginn der Industrialisierung eine Glashütte. Anstelle der Glasverarbeitung trat zu Beginn des 20. Jahrhunderts die Stahlindustrie. Es entwickelten sich große Betriebe dieser Branche, so siedelte sich Mannesmann an und der Wickeder Westfalenstahl wurde zum größten Arbeitgeber des Ortes. Ebenfalls im Hauptort befinden sich die Unternehmen „Wissner Bosserhoff“ und „Schmitz u. Söhne GmbH & Co. KG“, die beide ihr Standbein in der Herstellung von hochwertigem Klinik- und Pflegebedarf wie Krankenhausbetten, Pflegebetten und OP-Tischen und Einrichtungen haben. Außerdem sind dort die Firma Wilhelm Humpert GmbH & Co. KG, ein im Bereich Fahrradteile in vierter Generation weltweit tätiges Unternehmen, sowie das Kettenwerk HEKO seit Jahrzehnten ansässig.
Anfang der 1980er Jahre wurde durch die Gemeinde oberhalb des Gemeindegebietes an der Grenze zur Nachbarstadt Werl das Industriegebiet Westerhaar erschlossen. Hier siedelten sich kleinere und größere Betriebe unterschiedlicher Branchen an. Hierzu zählen unter anderem Oberflächenveredler, wie die Firma Walter Hillebrand, Großbäckereien, ein Steinwerk, Elektrobetriebe und ein Verpackungsunternehmen.
Im Ortskern befinden sich zahlreiche Einzelhandelsgeschäfte, die den Konsumbedarf der Einwohner gut abdecken. Neben zahlreichen Gaststätten (unter anderem einer Westernkneipe), Imbissbetrieben, Pizzerien und gut bürgerlichen Restaurants befindet sich auch ein Restaurant der gehobenen Klasse in der Nähe des Gewerbegebietes Westerhaar.
Im Juni 2010 gab es in der Gemeinde 4391 sozialversicherungspflichtig Beschäftigte. Davon waren 2723 im produzierenden Gewerbe, 500 im Handel, Gastgewerbe, Verkehr und Lagerei, 21 in der Land- und Forstwirtschaft und Fischerei, sowie 1147 in sonstigen Dienstleistungen tätig.

### Verkehr

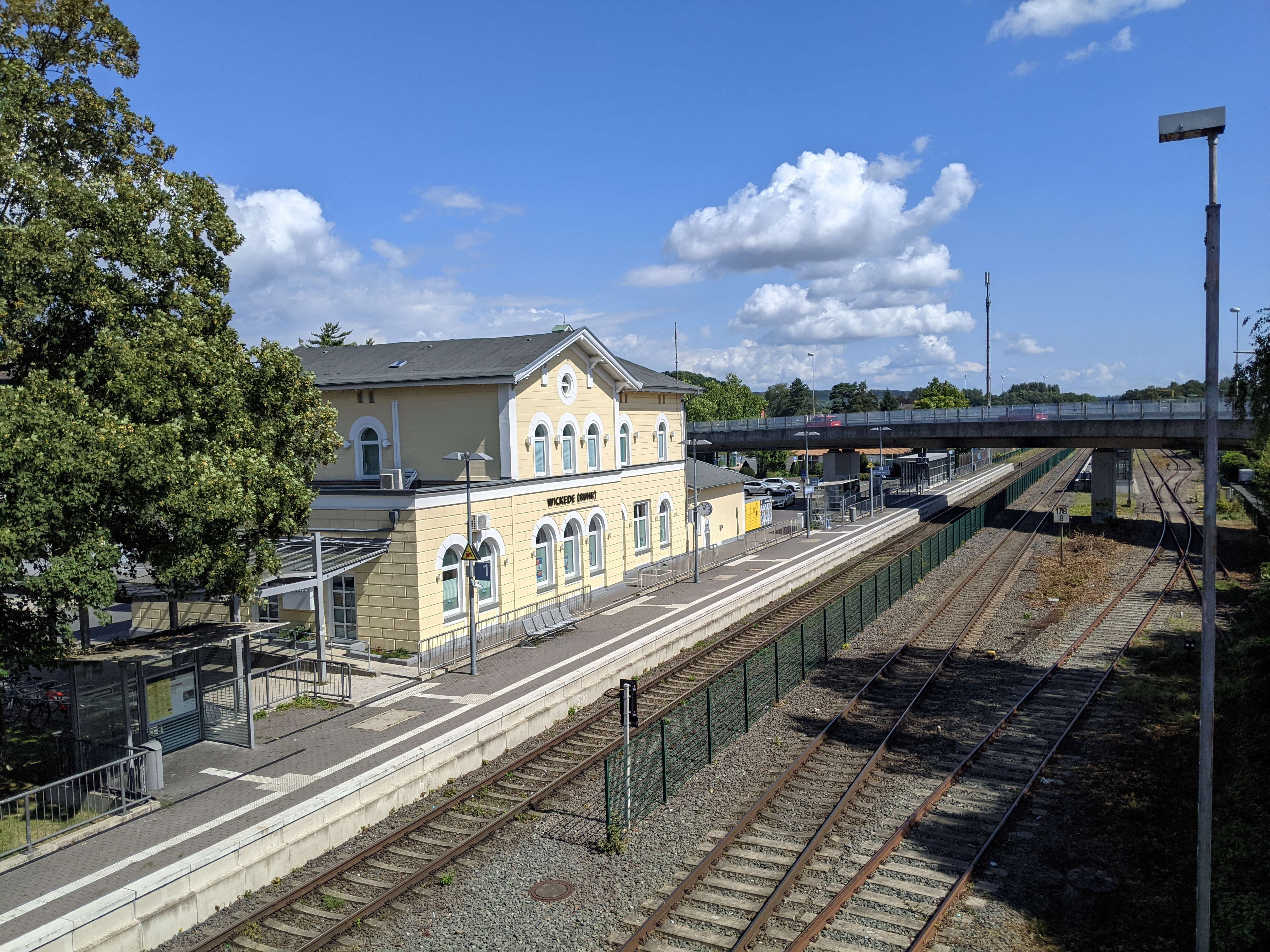
Bahnhof Wickede (2024)

Das Gemeindegebiet wird durch die B 63 durchschnitten. Diese ist die wichtigste Verkehrsader im Ort und Verbindungsglied zwischen Münsterland und Ruhrtal. Im Norden tangiert die A 44/A 445 das Gemeindegebiet. Die B 7 verläuft durch den Ortsteil Wimbern.
Die Ruhr ist bei Wickede nicht schiffbar, allenfalls mit kleinen Booten.
Der Bahnhof Wickede (Ruhr) an der Oberen Ruhrtalbahn bietet direkte Verbindungen nach Dortmund, Hagen, in Richtung Sauerland nach Winterberg und Brilon über Bestwig. Kassel-Wilhelmshöhe wird durchgehend über Warburg erreicht.
| Linie | Verlauf | Takt |
| ----- | --- | --- |
| RE 17 | Sauerland-Express: Hagen Hbf – Schwerte (Ruhr) – Fröndenberg – Wickede (Ruhr) – Neheim-Hüsten – Arnsberg – Oeventrop – Freienohl – Meschede – Bestwig – Olsberg – Brilon Wald Linienast 1: – Brilon Stadt Linienast 2: – Hoppecke – Messinghausen – Beringhausen – Bredelar – Marsberg – Westheim (Westf) – Scherfede – Warburg (Westf) Linienast 3: – Willingen Stand: Fahrplanwechsel Dezember 2024 | 60 min Hagen – Brilon Stadt morgens Hagen – Warburg Clubsaison Hagen – Willingen                                              |
| RE 57 | Dortmund-Sauerland-Express: Dortmund Hbf – (Dortmund Signal-Iduna Park)* – Dortmund-Hörde – (Dortmund Aplerbeck Süd – Schwerte)* – Fröndenberg – Wickede (Ruhr) – Neheim-Hüsten – Arnsberg (Westf) – Oeventrop – Freienohl – Meschede – Bestwig Linienast 1: – Olsberg – Brilon Wald – Hoppecke – Messinghausen – Beringhausen – Bredelar – Marsberg – Westheim (Westf) – Scherfede – Warburg (Westf) Linienast 2: – Bigge – Siedlinghausen – Silbach – Winterberg (Westf) Linienast 3: – Olsberg – Brilon Wald – Brilon Stadt * Halt abends Stand: Fahrplanwechsel Dezember 2024 | 60 min (Dortmund–Bestwig) 60 min (Bestwig – Warburg) 120 min (Bestwig–Winterberg) Einzelzüge morgens, abends (Bestwig–Brilon) |

### Medien
Die Ausgabe Werl, Wickede (Ruhr) und Ense der regionalen Tageszeitung Soester Anzeiger erscheint werktäglich mit Lokalnachrichten u. a. aus der Gemeinde Wickede (Ruhr).
Seit dem 1. Oktober 2014 liefert das lokale Nachrichten-Portal wickede.ruhr, Heimat Online aktuelle Meldungen und Berichte aus und über die Gemeinde Wickede (Ruhr) und ihren Umkreis.

### Öffentliche Einrichtungen
Im Ortsteil Wimbern befand sich das Marien-Krankenhaus, eine allgemeinmedizinische Klinik, die von den im benachbarten Kloster lebenden Schwestern des Steyler Missionsordens gegründet wurde. Zum Ende des Jahres 2011 wurde das Krankenhaus geschlossen. Seit 2014 wird es als Zentrale Unterbringungseinheit im Rahmen der Aufnahme von Flüchtlingen eingesetzt. Aus der Bevölkerung heraus wird die Einrichtung unterstützt. Ende März 2024 wurde das Heilig-Geist-Kloster geschlossen. Die Klosterkirche wurde profaniert.
Ebenfalls im Ortsteil Wimbern liegt die Ruhrtalklinik, direkt an der Ortsgrenze zu Menden-Barge. Die Ruhrtalklinik ist eine Rehabilitationsklinik für geistig und/oder körperlich behinderte Menschen.

### Bildung

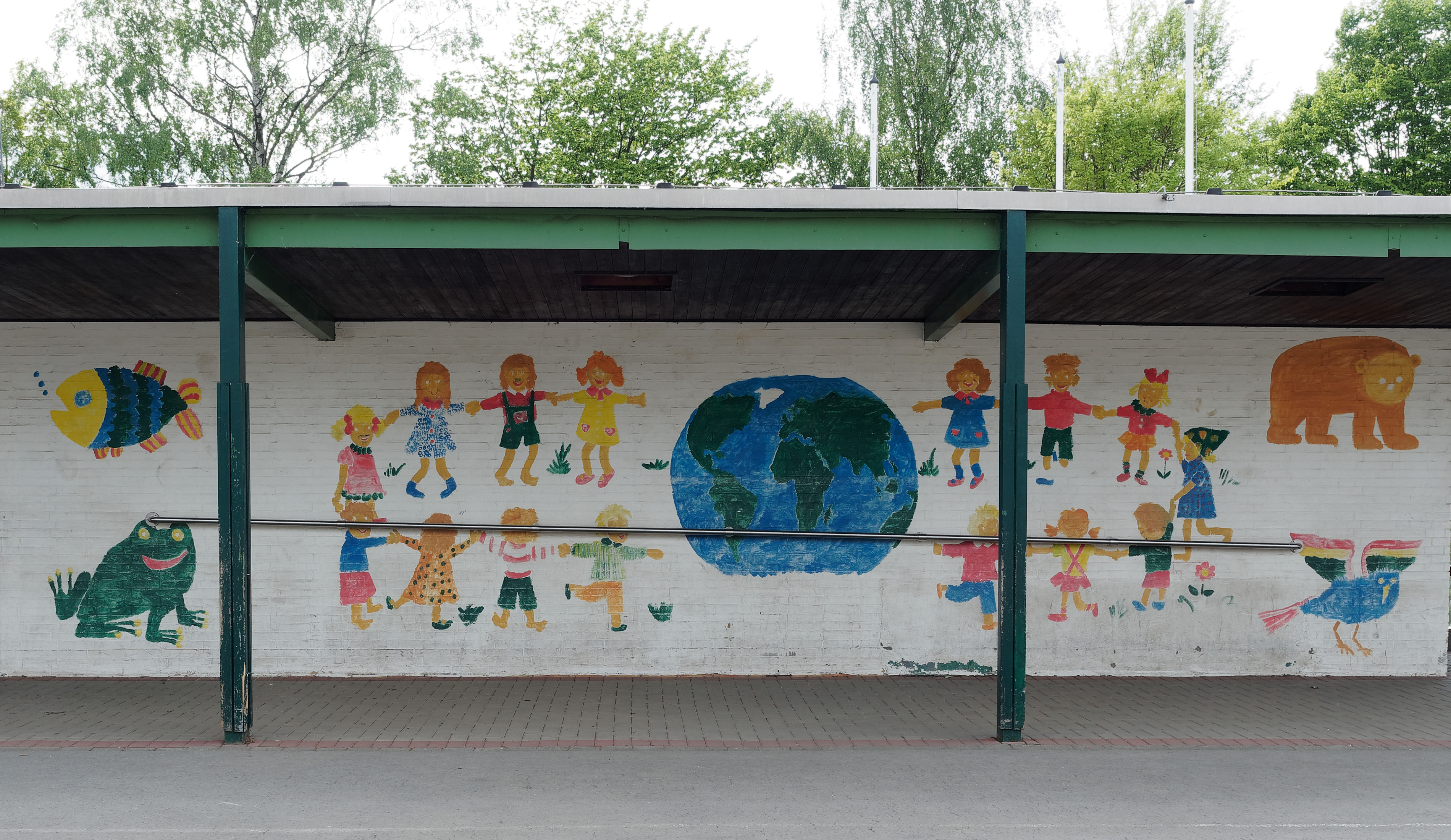
Melanchthonschule

Im Gemeindegebiet befinden sich zwei Grundschulen und eine Sekundarschule. Die nächstgelegenen Realschulen und Gymnasien befinden sich Werl. Öffentliche berufsbildende Schulen befinden sich in Soest, Lippstadt, Menden und Unna.
In den einzelnen Ortsteilen der Gemeinde befinden sich fünf Kindergärten, die sich in Trägerschaft der Gemeinde (Echthausen und Wiehagen) oder in Trägerschaft der Katholischen Kindertageseinrichtung Hellweg gGmbH befinden. Im Ortsteil Wimbern wird eine Kindertagesstätte von einem Verein geführt.

## Persönlichkeiten

### Söhne und Töchter der Gemeinde
- Franz Wilhelm Kampschulte (* 12. November 1831; † 3. Dezember 1872), Historiker
- Franz Xavier Nierhoff MSF (* 25. März 1913; † 5. März 1994), Bischof von Floresta/Brasilien, wuchs in Wickede auf und wurde durch Kardinal Jaeger in der Pfarrkirche Sankt Antonius von Padua zum Bischof geweiht.
- Carl Ruschen (* 6. März 1871; † 16. März 1931), deutscher Bergbauunternehmer
- Klaus Ludwig Voss (* 6. Juni 1929; † 27. September 1982), Archäologe
- Wolfhard Freiherr von Boeselager (* 17. Oktober 1936), Unternehmer und aktiver Naturschützer
- Josef Wiesehöfer (* 5. April 1951), Althistoriker
- Alfred Baum (* 10. Februar 1952), Kanute, Olympiateilnehmer 1972
- Ludger Hengst (* 9. Februar 1963), Professor für Medizinische Biochemie und Direktor der Sektion für Medizinische Biochemie an der Medizinischen Universität Innsbruck, Entdecker des CDK-Inhibitors p27Kip1[30]
- Martin Kree (* 27. Januar 1965), Fußballspieler
- Iris Kirchner-Freis (* 1972), Rechtswissenschaftlerin, Rechtsanwältin und Unternehmerin
- Dendemann / Daniel Ebel (* 27. Juni 1974), Rapper
- Christian Hockenbrink (* 1975), Schauspieler und Theaterregisseur
- Ansgar Schledde (* 1977), AfD-Politiker
- Thomas Schürmann (* 1979), politischer Beamter
- Val Hillebrand (* 22. Juni 1981), belgischer Autorennfahrer
- Kai Hesse (* 20. Juni 1985), Fußballspieler und -trainer
- David Blacha (* 22. Oktober 1990), Fußballspieler
- Yannick Langesberg (* 31. März 1994), Fußballspieler
- Beverly Stura-Cura (* Januar 1999), Drehbuchautorin

### Persönlichkeiten, die vor Ort gewirkt haben oder wirken
- Curt Hohoff (* 18. März 1913; † 14. Februar 2010), Schriftsteller
- Eberhard Techtmeier (* 19. Mai 1913; † 22. April 1993), Politiker und Landtagsabgeordneter (CDU) von 1966 bis 1975.
- Theodor Redder (* 19. November 1941), Fußballspieler
- Eva Irrgang (* 21. April 1957), Landrätin im Kreis Soest seit 2007.
- Isabel Varell (* 31. Juli 1961), Sängerin und Schauspielerin, verlebte ihre Jugendjahre in Wickede.
- Kathrin Müller (* 2. Dezember 1985), Springreiterin